# 邁克爾·麥卡錫
邁克爾·A·麥卡錫（英語：Michael A. McCarthy），是一位美國外交官，于2021年1月22日至2023年7月12日間出任美國駐利比里亞大使。